# Fjärde åldern
Den fjärde åldern är en fiktiv ålder i J.R.R. Tolkiens berättelser om Midgård. Midgårds fjärde ålder börjar när Sauron besegras för sista gången, som berättat i Sagan om konungens återkomst, och fred kommer till Midgård. Tolkien skrev inte mycket om vad som hände under denna ålder men man vet i alla fall att de sista alverna någon gång lämnade Midgård för att färdas till Valinor och människornas herravälde började.
Eftersom Tolkien tänkte sig att hans berättelser utspelade sig på jorden några tusen år före vår tid skulle alltså nutiden vara fjärde åldern – människornas tidsålder.

## Tidslinje under den fjärde åldern
- 32: Fylke inkorporeras officiellt i Västmark.
- 43: Eldarion föds, son till Aragorn och Arwen.
- 61: Sam Gamgi lämnar Midgård från Grå hamnarna.
- 63: Éomer dör och hans son Elfwine tar över tronen i Rohan.
- 82: Faramir dör, hans son Elboron blir ny furste i Ithilien.
- 120: Aragorn dör och hans son Eldarion tar över tronen i Gondor och Arnor.
- 121: Arwen dör, 2901 år gammal.
- 172: En kopia av Västmarks röda bok blir färdig i Gondor av konungens skrivare, Findegil. (Detta är det sista som Tolkien daterade).

Det händer även andra saker under den fjärde åldern som inte är daterade:
- Celeborn, Elrohir och Elladan lämnar Vattnadal och reser till Valinor.
- De sista alverna lämnar Midgård, Legolas och Círdan sägs vara bland de sista. Det sägs även att Gimli reste med Legolas och i så fall blev han den första dvärg att sätta sin fot på Valinor.
- Enterna försvinner från världen.
- Dvärgarna sägs försvinna mot slutet av den fjärde åldern då det fanns för många dvärgkvinnor som inte hittade någon man och därmed sjönk antalet dvärgar drastiskt.